# Servent
Unter einem Servent versteht man ein Computerprogramm oder Computersystem, das gleichzeitig als Server und als Client tätig ist.
Die Bezeichnung ist ein Kofferwort und dadurch entstanden, dass man die ersten vier Buchstaben von Server und die letzten drei Buchstaben von Client zusammengefügt hat.
Servents sind zentrale Bausteine eines Peer-to-Peer-Systems. Programme wie beispielsweise Shareaza sind Servents.